# Marguerite de Joinville
Marguerite de Joinville (1354 - 1418) est comtesse de Vaudémont et dame de Joinville de 1365 à 1418, et dame de Houdan.

## Biographie
Marguerite de Joinville naît en 1354, du mariage de Henri, sire de Joinville et comte de Vaudémont et de Marie de Luxembourg-Ligny, Dame de Houdan. C'est la dernière héritière. Son père meurt alors qu'elle n'a que onze ans. Très vite se pose le problème de trouver un protecteur suffisamment puissant et habile.
Elle épouse donc en premières noces, dès 1367, Jean II de Bourgogne (de Chalon), seigneur de Montaigu (1340 † 1373), veuf de Marie de Châteauvillain. Habile organisateur, celui-ci s'attache à rétablir la fortune de son épouse et à la reconstruction de ses domaines ravagés par la guerre de Cent Ans et mis à mal par les expéditions d'Henri V d'Angleterre. Malheureusement, il meurt au bout de six ans. Marguerite n'a que 19 ans et pas de descendance.
Elle se remarie quelques mois plus tard (en 1374) avec Pierre, comte de Genève. Le frère de ce dernier, Robert ayant été élu pape d'Avignon, Pierre part défendre par les armes les intérêts de son frère. Il meurt en 1392,.
Veuve à nouveau et toujours sans enfants, elle se remarie à 38 ans, en 1392, avec Ferry Ier de Lorraine (1368 † 1415), fils cadet de Jean Ier, duc de Lorraine et de Sophie de Wurtemberg, de 14 ans son cadet et qui devient ainsi comte de Vaudémont et seigneur de Joinville. Ensemble, ils donnent le jour à :
- Marguerite de Lorraine, mariée à Thiébaud II, seigneur de Blâmont († 1431)
- Élisabeth de Lorraine-Vaudémont ou Isabelle (1397 † 1456), mariée en 1412 à Philippe Ier, comte de Nassau († 1429)
- Antoine de Vaudémont (1400 † 1458), comte de Vaudémont et sire de Joinville : d'où la suite des ducs de Lorraine par le mariage de son fils Ferry II avec Yolande d'Anjou, duchesse de Lorraine en 1445

Marguerite meurt en 1418 à l'âge de 64 ans. Elle est enterrée à la Collégiale Saint-Laurent de Joinville (aujourd'hui disparue, Haute-Marne). La seigneurie de Joinville passe à son fils Antoine puis par héritage aux Maisons de Lorraine, Lorraine-Guise, puis d'Orléans. En 1394, sous la pression du roi Charles VI, Marguerite et Ferry Ier doivent céder Houdan au duc Jean IV de Bretagne.